# Sanna IF
Sanna IF var en idrottsförening från stadsdelen Sandarna (Sanna) i Göteborg, bildad den 24 augusti 1917 och upplöst 1990 genom införlivande i IK Heim (en kort period under namnet IK Sanna-Heim). Föreningen var mest framgångsrik i handboll på herrsidan. Klubbhuset låg i "Nattmansskogen" vid Sjöbergen, nära det som senare blev Älvsborgsbrons fäste.

## Historia
Klubben hade från början cirka 20 medlemmar. 1952 hade man 200 medlemmar varav ett 60-tal som utövade handboll. Initiativtagare var Fridolf Severinsson, Eskil Olsson, Knut Olsson, K.E. Hansson och Einar Andersson. Dessa bildade första styrelsen.
Handboll togs upp på programmet 1931 och man anslöt sig till Svenska Handbollförbundet. Klubben spelade sina hemmamatcher i Mässhallen (nuvarande Svenska Mässan). Klubben spelade i Göteborgsserien 1931-1932 och sedan i Västsvenska, som blev div 2 Västra. Herrlaget spelade tre säsonger (1937/1938, 1942/1943 och 1943/1944) i Allsvenskan, som då var namnet på den högsta serien i Sverige.
Sanna har spelat två DM-finaler, förlust mot A2 IF respektive Redbergslids IK. 1944 blev man trea i utomhus-SM. En av de mest minnesvärda matcherna är vinsten mot Majornas IK med 15–14 i Allsvenskan 1942/1943. Klubbens publikrekord (fram till 1952 i alla fall) är 2 600 åskådare vid en match mot SoIK Hellas.
Vid Svenska cupen 1979/1980 gick laget till åttondelsfinal men förlorade där mot slutsegrarna HK Drott med 27–33.
1990 upplöstes Sanna IF genom att gå ihop med IK Heim och bilda IK Sanna-Heim.

## Handbollsspelare i urval
- Eskil Andersson
- Torsten Almsenius
- Kurt Bolander
- Yngve Lamberg